# Hans Schmidt (bobbista)
Hans Schmidt (fl. XX secolo) è stato un bobbista tedesco.

## Biografia
Viene ricordato come vincitore di una medaglia di bronzo nella sua disciplina, ottenuta ai campionati mondiali del 1939 (edizione tenutasi a Cortina d'Ampezzo, Italia) insieme ai suoi connazionali Franz Kemser, Werner Windhaus e Hanns Kilian
Meglio di loro gli svizzeri (a cui andò la medaglia d'oro) e quella  britannica (medaglia d'argento).